# 围巾
圍巾是圍在颈部和肩部的巾。通常於保暖，也可因美觀、清潔而穿戴。
围巾可用羊绒，羊毛，真丝、晴纶、蚕丝等材料制成。在氣候寒冷的地方，人們會穿戴用羊毛編織的厚圍巾來保暖。
在某些國家，編製圍巾之類的衣物是常見的貿易貨品。各種顏色的圍巾也是一些澳洲足球球迷的用具。圍巾上印有支持的足球隊伍的名稱，球迷會在觀眾席上展示揮動，吶喊助威。
2018年亦曾興起把印有足球球隊的圍巾配搭在街頭風時尚配搭上。